# Matt Serra
Matthew John Matt Serra (East Meadow, Nueva York; 2 de junio de 1974) es un artista marcial mixto estadounidense retirado, que fue campeón de peso wélter de UFC en una ocasión. 

## Carrera en artes marciales mixtas

### The Ultimate Fighter
Matt participó en la 4ª temporada de The Ultimate Fighter en Spike TV. En el programa, Serra derrotó a Pete Spratt y Shonie Carter para llegar a la final. El 11 de noviembre de 2006, Serra derrotó a Chris Lytle por decisión dividida para convertirse en el ganador de la 4ª temporada del reality.
Su victoria le valió para conseguir una oportunidad por el título contra Georges St-Pierre por el campeonato wélter de UFC, así como un contrato de $100,000 y otros $100,000 de patrocinio con Xyience.

### Retiro
El 22 de mayo de 2013, Serra decidió retirarse, señalando que sólo regresaría para pelear en un evento celebrado en el Madison Square Garden en Nueva York.

## Vida personal
Serra nació en una familia italoestadounidense y en la actualidad reside en Massapequa, Nueva York. Matt y su esposa Ann se casaron el 26 de mayo de 2007. La pareja tuvo su primer hijo, una niña llamada Angelina, el 11 de febrero de 2009. La pareja tuvo su segundo hijo, una niña, en abril de 2011.
Serra y su hermano Nick abrieron dos escuelas de jiu-jitsu brasileño en dos locales de centros comerciales en Levitown y Huntington, Nueva York. Serra entrena actualmente con Ray Longo y con peleadores como el excampeón de peso medio de UFC, Chris Weidman, junto con Pete Sell, Luke Cummo y el finalista de The Ultimate Fighter, Al Iaquinta. Ellos luchan bajo el Equipo de Competencia Serra/Longo.

## Campeonatos y logros
- Ultimate Fighting Championship
  - Campeón de Peso Wélter (Una vez)
  - Ganador del The Ultimate Fighter 4 de Peso Wélter
  - Pelea de la Noche (Una vez)
  - KO de la Noche (Dos veces)

## Récord en artes marciales mixtas
| Resultado | Récord | Oponente          | Método                      | Evento                        | Fecha                    | Ronda | Tiempo | Localización                | Notas                                                        |
| --------- | ------ | ----------------- | --------------------------- | ----------------------------- | ------------------------ | ----- | ------ | --------------------------- | ------------------------------------------------------------ |
| Derrota   | 11–7   | Chris Lytle       | Decisión (unánime)          | UFC 119                       | 25 de septiembre de 2010 | 3     | 5:00   | Indianapolis, Indiana       |                                                              |
| Victoria  | 11–6   | Frank Trigg       | KO (golpes)                 | UFC 109                       | 6 de febrero de 2010     | 1     | 2:23   | Las Vegas, Nevada           | KO de la Noche.                                              |
| Derrota   | 10–6   | Matt Hughes       | Decisión (unánime)          | UFC 98                        | 23 de mayo de 2009       | 3     | 5:00   | Las Vegas, Nevada           | Pelea de la Noche.                                           |
| Derrota   | 10–5   | Georges St-Pierre | TKO (rodillazos al cuerpo)  | UFC 83                        | 19 de abril de 2008      | 2     | 4:45   | Montreal                    | Perdió el Campeonato de Peso Wélter de UFC.                  |
| Victoria  | 10–4   | Georges St-Pierre | TKO (golpes)                | UFC 69                        | 7 de abril de 2007       | 1     | 3:25   | Houston, Texas              | Ganó el Campeonato de Peso Wélter de UFC; KO de la Noche.    |
| Victoria  | 9–4    | Chris Lytle       | Decisión (dividida)         | The Ultimate Fighter 4 Finale | 11 de noviembre de 2006  | 3     | 5:00   | Las Vegas, Nevada           | Ganador de TUF 4 de Peso Wélter; Eliminatoria por el título. |
| Derrota   | 8–4    | Karo Parisyan     | Decisión (unánime)          | UFC 53                        | 4 de junio de 2005       | 3     | 5:00   | Atlantic City, Nueva Jersey | Retorno al peso wélter.                                      |
| Victoria  | 8–3    | Iván Menjivar     | Decisión (unánime)          | UFC 48                        | 19 de junio de 2004      | 3     | 5:00   | Las Vegas, Nevada           |                                                              |
| Victoria  | 7–3    | Jeff Curran       | Decisión (unánime)          | UFC 46                        | 31 de enero de 2004      | 3     | 5:00   | Las Vegas, Nevada           |                                                              |
| Derrota   | 6–3    | Din Thomas        | Decisión (dividida)         | UFC 41                        | 28 de febrero de 2003    | 3     | 5:00   | Atlantic City, Nueva Jersey |                                                              |
| Derrota   | 6–2    | B.J. Penn         | Decisión (unánime)          | UFC 39                        | 27 de septiembre de 2002 | 3     | 5:00   | Uncasville, Connecticut     |                                                              |
| Victoria  | 6–1    | Kelly Dullanty    | Sumisión (triangle choke)   | UFC 36                        | 22 de marzo de 2002      | 1     | 2:58   | Las Vegas, Nevada           | Debut en peso ligero.                                        |
| Victoria  | 5–1    | Yves Edwards      | Decisión (mayoritaria)      | UFC 33                        | 28 de septiembre de 2001 | 3     | 5:00   | Las Vegas, Nevada           |                                                              |
| Derrota   | 4–1    | Shonie Carter     | KO (golpe giratorio)        | UFC 31                        | 4 de mayo de 2001        | 3     | 4:51   | Atlantic City, Nueva Jersey |                                                              |
| Victoria  | 4–0    | Greg Melisi       | Sumisión (armbar)           | VATV 11                       | 24 de febrero de 2001    | 1     | 0:46   | Plainview, Nueva York       |                                                              |
| Victoria  | 3–0    | Jeff Telvi        | Sumisión (guillotine choke) | VATV 7                        | 29 de enero de 2000      | 1     | 0:30   | Plainview, Nueva York       |                                                              |
| Victoria  | 2–0    | Graham Lewis      | Sumisión (armbar)           | VATV 6                        | 21 de agosto de 1999     | 1     | 1:04   | Plainview, Nueva York       |                                                              |
| Victoria  | 1–0    | Khamzat Vitaev    | Sumisión (rear-naked choke) | VATV 3                        | 1 de abril de 1999       | 1     | 0:36   | Plainview, Nueva York       |                                                              |